# Lohjan Jääankat
Lohjan Jääankat byl finský profesionální tým v ledním hokeji, vystupující v Suomi-sarja. Mužstvo působilo ve městě Lohja. Své domácí zápasy hráli v tamní aréně Lohjan jäähalli.

## Soupiska v sezóně 2010/2011
| 1  | Finsko | Juho Koivu        | 2011 | Lohja |
| 1  | Finsko | Toni Lunkka       | 2011 | Espoo |
| 35 | Finsko | Ville-Pekka Koivu | 2011 | Lohja |

| Obránci | Obránci | Obránci         | Obránci | Obránci         | Obránci        |
| Číslo   |         | Hráč            | Hůl     | Smlouva do roku | Místo narození |
| ------- | ------- | --------------- | ------- | --------------- | -------------- |
| 2       | Finsko  | Tommy Allenius  | L       | 2011            | Lohja          |
| 5       | Finsko  | Jon Tihveräinen | L       | 2011            | Lappeenranta   |
| 6       | Finsko  | Jussi Kuikka    | L       | 2011            | Espoo          |
| 6       | Finsko  | Teemu Lintunen  | L       |                 | Lohja          |
| 9       | Finsko  | Mikael Syrén    | L       | 2011            | Espoo          |
| 21      | Finsko  | Jan Roos        | R       | 2011            | Espoo          |
| 17      | Finsko  | Jaakko Häti     | R       | 2011            | Riihimäki      |
| 55      | Finsko  | Aku Aario       | L       | 2011            | Helsinki       |
| 77      | Finsko  | Heikki Niemimaa | L       | 2011            | Nummi-Pusula   |

| Útočníci | Útočníci | Útočníci          | Útočníci | Útočníci        | Útočníci       | Útočníci |
| Číslo    |          | Hráč              | Hůl      | Smlouva do roku | Místo narození |          |
| -------- | -------- | ----------------- | -------- | --------------- | -------------- | -------- |
| 3        | Finsko   | Janne Vuorinen    | L        | 2011            | Espoo          |          |
| 6        | Finsko   | Olli Ruokamo      | L        | 2011            | Espoo          |          |
| 8        | Finsko   | Lauri Räsi        | L        | 2011            | Lohja          |          |
| 10       | Finsko   | Janne Laakso C    | R        | 2011            | Lohja          |          |
| 22       | Finsko   | Teemu Lagerström  | R        | 2011            | Kirkkonummi    |          |
| 24       | Finsko   | Hannu Mattila     | L        | 2011            | Pori           |          |
| 24       | Finsko   | Dan Tolppola      | L        | 2011            | Nurmijärvi     |          |
| 25       | Finsko   | Sami Saastamoinen | L        | 2011            | Pori           |          |
| 26       | Finsko   | Matias Nyberg A   | L        | 2011            | Espoo          |          |
| 27       | Finsko   | Ville Muukkonen   | R        | 2011            | Lohja          |          |
| 28       | Finsko   | Teemu Karjalainen | L        | 2011            | Lohja          |          |
| 40       | Finsko   | Tomi Grönroos A   | L        | 2011            | Lohja          |          |
| 61       | Finsko   | Marko Kiljunen    | L        | 2011            | Pieksämäki     |          |
| 72       | Finsko   | Jaani Pesonen     | L        | 2011            | Espoo          |          |
| 83       | Finsko   | Jani Ulvinen      | L        | 2011            | Lohja          |          |
| 88       | Finsko   | Mikko Kalliomäki  | L        | 2011            | Espoo          |          |